# Останнє літо
«Останнє літо» (тур. Son Yaz) — турецький телесеріал 2021 року у жанрі драми, детективу та створений компанією O3 Medya. В головних ролях — Алперен Дуймаз, Алі Атай, Хафсанур Санджактутан, Фунда Ерігіт, Бірдже Акалай.
Перша серія вийшла в ефір 1 січня 2021 року.
Серіал має 2 сезони. Завершився 26-м епізодом, який вийшов у ефір 16 жовтня 2021 року.
Режисер серіалу — Бурак Арліель, Семіх Багчі.
Сценарист серіалу — Деніз Даргі, Дженк Богатур, Джем Гьоргеч.

## Сюжет
Прокурор Селім Кара приїжджає на узбережжя до своєї родини у компанії таємничої молодої людини — Акгюн, він син кримінального авторитета, який пішов на угоду зі слідством, але в обмін на свідчення попросив Селіма доглянути сина, щоб він не постраждав від дій суперників і колишніх соратників злочинця. На березі моря, хлопець знайомиться із родиною прокурора і намагається не розкрити свою особистість.

## Актори та персонажі
| Актор                 | Роль                |
| --------------------- | ------------------- |
| Алперен Дуймаз        | Акгюн Гокалп Таскін |
| Алі Атай              | Селім Кара          |
| Хафсанур Санджактутан | Ягмур Кара          |
| Фунда Ерігіт          | Джанан Кара         |
| Бірдже Акалай         | Саре Акай           |
| Аріф Пішкін           | Сельчук Таскін      |
| Халіл Бабур           | Сонер Санджактар    |
| Сезер Коч             | Емель Йилдіз Яман   |
| Їлмаз Байрактар       | Джихан Санджактар   |
| Ясемін Язиджи         | Наз Яман Санджактар |
| Юнус Нарін            | Ерей Дюранер        |

## Сезони
| Сезон | Епізоди | Епізоди | Оригінальний показ | Оригінальний показ | Оригінальний показ |
| Сезон | Епізоди | Епізоди | Перший показ       | Останній показ     | Мережа             |
| ----- | ------- | ------- | ------------------ | ------------------ | ------------------ |
| 1     | 21      | 21      | 1 січня 2021       | 4 червня 2021      | kanal FOX          |
| 2     | 5       | 5       | 18 вересня 2021    | 16 жовтня 2021     | kanal FOX          |

## Рейтинги серій
| Сезон 1 (2021)     | Сезон 1 (2021)  | Сезон 1 (2021) | Сезон 1 (2021) | Сезон 2 (2021)      | Сезон 2 (2021)  | Сезон 2 (2021) | Сезон 2 (2021) |
| Серія              | Рейтинг (TOTAL) | Рейтинг (AB)   | Рейтинг (ABC1) | Серія               | Рейтинг (TOTAL) | Рейтинг (AB)   | Рейтинг (ABC1) |
| ------------------ | --------------- | -------------- | -------------- | ------------------- | --------------- | -------------- | -------------- |
| 1.                 | 3.97            | 4.87           | 4.77           | 22.                 | 2.80            | 3.22           | 3.34           |
| 2.                 | 4.75            | 5.49           | 5.50           | 23.                 | 2.78            | 3.45           | 3.14           |
| 3.                 | 4.68            | 4.89           | 5.27           | 24.                 | 2.37            | 3.17           | 3.17           |
| 4.                 | 4.89            | 6.53           | 5.84           | 25.                 | 2.35            | 2.51           | 2.58           |
| 5.                 | 4.33            | 3.95           | 4.63           | 26. (фінал серіалу) | 2.34            | 2.35           | 2.51           |
| 6.                 | 4.05            | 4.53           | 4.44           |                     |                 |                |                |
| 7.                 | 4.64            | 5.24           | 5.59           |                     |                 |                |                |
| 8.                 | 4.20            | 5.36           | 5.41           |                     |                 |                |                |
| 9.                 | 4.25            | 5.07           | 5.77           |                     |                 |                |                |
| 10.                | 4.29            | 5.50           | 5.28           |                     |                 |                |                |
| 11.                | 4.56            | 6.28           | 6.07           |                     |                 |                |                |
| 12.                | 4.32            | 5.02           | 5.46           |                     |                 |                |                |
| 13.                | 4.18            | 5.11           | 5.59           |                     |                 |                |                |
| 14.                | 4.06            | 4.82           | 5.09           |                     |                 |                |                |
| 15.                | 4.44            | 5.05           | 5.20           |                     |                 |                |                |
| 16.                | 4.92            | 5.63           | 6.24           |                     |                 |                |                |
| 17.                | 5.14            | 5.85           | 6.43           |                     |                 |                |                |
| 18.                | 4.64            | 5.52           | 5.82           |                     |                 |                |                |
| 19.                | 3.75            | 4.06           | 4.32           |                     |                 |                |                |
| 20.                | 4.82            | 5.30           | 5.63           |                     |                 |                |                |
| 21. (сезон фіналу) | 4.03            | 4.84           | 4.70           |                     |                 |                |                |

## Нагороди та премії
| Рік      | Премія                       | Категорія               | Номінант                                 | Результат |
| -------- | ---------------------------- | ----------------------- | ---------------------------------------- | --------- |
| 2021 рік | 47. Премія «Золотий метелик» | Найкращий серіал        | Останнє літо                             | Номінація |
| 2021 рік | 47. Премія «Золотий метелик» | Найкращий актор         | Алперен Дуймаз                           | Номінація |
| 2021 рік | 47. Премія «Золотий метелик» | Найкраща акторка        | Хафсанур Санджактутан                    | Номінація |
| 2021 рік | 47. Премія «Золотий метелик» | Найкраща пара серіалу   | Хафсанур Санджактутан, Алперен Дуймаз    | Номінація |
| 2021 рік | 47. Премія «Золотий метелик» | Кращий режисер          | Семіх Багчі                              | Номінація |
| 2021 рік | 47. Премія «Золотий метелик» | Найкращий сценарій      | Деніз Даргі, Дженк Богатур, Джем Гьоргеч | Номінація |
| 2021 рік | 47. Премія «Золотий метелик» | Найкраща музика серіалу | Туна Хизметлі                            | Номінація |